# Bunny Breckinridge
Pour les articles homonymes, voir Breckinridge.
John Cabell Breckinridge, dit Bunny Breckinridge, est un millionnaire américain né le 6 août 1903 à Paris et mort le 5 novembre 1996 à Monterey.

## Biographie
John Cabell Breckinridge est un membre de la riche famille américaine Breckinridge. Il fait ses études au collège d'Eton et à l'université d'Oxford. Excentrique et grand amateur d'art dramatique, il participe au mouvement new burlesque à Paris dans les années 1920 et se marie en 1927 avec la fille d'une comtesse. Le couple a une fille puis divorce en 1929. Il part alors s'installer à San Francisco,.
Ouvertement homosexuel, il annonce son intention de changer de sexe dans les années 1950 pour pouvoir se marier avec son petit ami mais des mésaventures contrarient ses plans. Il joue son unique rôle au cinéma dans le rôle du dirigeant extraterrestre du film Plan 9 from Outer Space (1959) réalisé par son ami Ed Wood. En 1959, il est arrêté pour avoir emmené deux mineurs en voyage à Las Vegas et est enfermé pendant environ un an à l'hôpital psychiatrique d'Atascadero. Il continue ensuite à œuvrer dans le milieu du théâtre. Il meurt dans une maison de repos de Monterey en 1996. Bill Murray interprète son rôle dans le film Ed Wood (1994),.
Gore Vidal, avec son roman Myra Breckinridge publié en 1968, s'inspire largement de sa vie.